# الجيلالي بناني
الجيلالي بناني (1898-1979). وطني مغربي مكافح. ولد ب فاس عام 1316/1898 ، وبها تلقى تعليمه الأولي الأصيل، ثم اشتغل بالتجارة.

## نبذة عن حياته
كان يشتغل بداية بفاس، وانتقل الجيلالي بناني بعد ذلك إلى مدينة القنيطرة عقب إحداثها سنة 1914. وكان متشبعاً بالروح الوطنية، فاختير ليمثل سكان القنيطرة في الوفد المرافق للسلطان المولى يوسف في رحلته إلى فرنسا.
وبعد الرجوع أسندت إليه رآسة الغرفة التجارية، وبقي يشغل هذا المنصب إلى السنة 1951 ، مع العضوية في المجلس البلدي والجمعية الخيرية. وكان من بين العاملين على إنشاء مدرسة حرة في القنيطرة هي [مدرسة التقدم] التي ما زالت تعمل حتى يومنا هذا.
ألقي القبض على الجيلالي بناني إثر الاضطرابات التي حدثت بـالمغرب بعد نفي الزعماء الوطنيين، وأدخل السجن المركزي بـالقنيطرة يوم 23 شعبان عام 1356/ 29 أكتوبر 1937 مع ولديه محمد وامحمد ، ثم نقلوا إلى معسكر الريش بالصحراء ، فسجن عين مومن ، فسجن الدار البيضاء ولم يطلق سراحهم إلا يوم 7 رمضان عام 1358 / 21 أكتوبر 1939 ، وكان الجيلالي بناني من الموقعين على عريضة 11 يناير 1944 للمطالبة باستقلال المغرب في عهد الحماية الفرنسية فازداد ضغط المستعمر عليه والتضييق به، وكان عضواً بمجلس شورى الحكومة بصفته ممثلا للغرفة التجارية.

## وفاته
توفي في 7 محرم 1399 / 8 دجنبر 1979.

## وصلات داخلية ذات صلة
- إدريس بن الحسن العلمي
- إدريس القندوسي

## وصلات خارجية
- مدرسة التقدم بالقنيطرة

http://www.asharqalawsat.com/details.asp?section=30&article=37161&issue=8186